# もっとももんが
もっとももんがは、1993年（平成5年）5月3日から1994年（平成6年）9月30日までRKB毎日放送（RKBラジオ）で放送された若者向けのトークバラエティ番組。
パーソナリティは米岡誠一（通称・コメさん）。

## 放送時間
- 月曜 - 金曜日：21:00 - 24:00(JST)

## 概要
- 全体的に前番組だった「HiHiHi」よりも落ち着いた路線[要出典]。スポンサーはJAがほぼ独占。同時間帯に放送されていたKBCラジオ「中島浩二アワーTHE3P」が中学生や高校生をターゲットにしていたのに対し、当番組は小学校高学年生や中学生をターゲットにしており一線を画していた[要出典]。毎週日曜日には天神イムズビル6階の「お米ギャラリー天神」で公開録音「米米エブリボディ」が行われていたが、多くのリスナーは番組よりもこの公録が目当てであった（ちなみに番組内では「HiHiHi」における「クイズBOKAN」の様な代名詞的存在となるコーナーは無かった）。「HiHiHi」にもそういう部分があったが、当番組の場合はその傾向が更に強かった。当時も今も米岡の人情味あふれるパワフルボイスは福岡のラジオ界に必要不可欠なものだが、当のリスナーにとっては誰がパーソナリティでもよかったのである[要出典]。それが証拠に「お米ギャラリー」との契約が切れて公録が中止になった途端、リスナーからソッポを向かれてしまい、それから半年も経たないうちに番組そのものが終了してしまった。
- 存在自体は地味な番組だったが、当番組をもって「スマッシュ!!11」以来4半世紀続いた男性パーソナリティと女性アシスタントによる若者向けトークバラエティ番組がRKBラジオから姿を消し、放送最終日には、かつての「スマッシュ」のパーソナリティーで当番組のプロデューサーであった井上里瑠が番組内で4半世紀の歴史を振り返ったコメントを残した。

## 主な共演者
- 上村聡子（通称・とこ）
- 佐々木亜希子（通称・あっきー）
- 永田真代（通称・まよ、フォーライフレコード所属）

- プロデューサーは井上里瑠

## エピソード
- 当番組の看板であった公開録音「米米エブリボディ」は1994年（平成6年）4月24日に最終日を迎えたが、その際には多くのリスナーが参加し女性アシスタントが大粒の涙を流していた。[要出典]
- 最終回の模様は仲谷一志がメインを務めたRKBテレビ「わんかめ」でも中継された。
- メインパーソナリティだった米岡は当番組の最終回をもって自身の「コメさん」という通称を封印し、番組内でもそのことを公表した。
- プロデューサーだった井上の最終回におけるコメントは井上の温かい人柄がにじみ出ており、リスナーだけではなく各方面から絶賛された。[要出典]
- 当番組公開録音が行なわれていた「お米ギャラリー天神」は、イムズビルの中でも特に人気の高いテナントであったにもかかわらず[要出典]、2008年（平成20年）8月17日をもって閉鎖された[1]。